# Marian Kucharski (lotnik)
Marian Kucharski (ur. 29 maja 1909 r. w Radomiu, zm. 27 stycznia 1969 w Montrealu) – podpułkownik pilot obserwator Wojska Polskiego, oficer Polskich Sił Powietrznych, dowódca dywizjonu 300, odznaczony Virtuti Militari i Distinguished Flying Cross.

## Życiorys
W 1927 r. zdał egzamin maturalny w Gimnazjum Matematyczno-Przyrodniczym w Radomiu i zgłosił się do odbycia służby wojskowej. Został skierowany do Szkoły Podchorążych Piechoty w Ostrowi Mazowieckiej, w 1928 r. rozpoczął naukę w Szkole Podchorążych Artylerii w Toruniu. Ukończył ją i 15 sierpnia został promowany na stopień podporucznika. Dostał przydział do 23. pułku artylerii lekkiej.
Starał się o zmianę rodzaju broni, w 1933 r. wziął udział w kursie obserwatorów broni w Centrum Wyszkolenia Oficerów Lotnictwa w Dęblinie. W 1934 r. otrzymał kolejny przydział służbowy, tym razem do 2. dywizjonu artylerii przeciwlotniczej w Grodnie. Jego starania o zmianę rodzaju broni zostały uwieńczone sukcesem w 1935 r. kiedy to został przydzielony do 5. pułku lotniczego jako obserwator. W 1938 r. został dowódcą II plutonu w 53. eskadrze towarzyszącej. W 1939 r. został awansowany na stopień kapitana.
W składzie 53. eskadry wziął udział w wojnie obronnej. 2 września korygował ogień artylerii 20. dywizji piechoty, dzień później jego maszynę zaatakowały trzy Messerschmitty Bf 109, ale pilotowi udało się uciec w chmury. 11 września wykrył niemieckie kolumny pancerne wkraczające do Mińska Mazowieckiego, co pozwoliło na ewakuowanie samolotów eskadry na lotnisko w Brześciu. 14 września ze składu eskadry wydzielono nadwyżki kadry i sprzętu, nad którymi dowództwo objął kpt. Kucharski.
Wykonał 7 lotów bojowych, po agresji ZSRR na Polskę przekroczył granicę z Rumunią. Przez Jugosławię i Włochy przedostał się do Francji, skąd w jednej z pierwszych grup polskich lotników został skierowany do Wielkiej Brytanii. Zgłosił się do służby w Polskich Siłach Powietrznych, otrzymał numer służbowy RAF P-0136. Został skierowany polskiej Bazy Lotniczej w Blackpool, w 1941 r. przeszedł w Carlisle kurs pilotażu podstawowego. Po jego ukończeniu został skierowany na kurs pilotażu na samolotach dwusilnikowych.
Po jego ukończeniu otrzymał przydział do dywizjonu 304. 17 kwietnia 1942 r. wziął udział w nalocie na Hamburg. Dowodził jedną z trzech załóg, które zdołały dotrzeć nad cel. Po przeniesieniu dywizjonu 304 do lotów w ramach Coastal Command brał udział w poszukiwaniu niemieckich okrętów podwodnych. 27 maja przeprowadził nieskuteczny atak na ślady ropy pozostawione na powierzchni przez U-Boota. 29 lipca jego załoga wykryła i zaatakowała okręt podwodny, który rozpoznano jako włoski. Na powierzchni wody pozostały ślady ropy, okręt został uznany za lekko uszkodzony. 2 września załoga wykryła włoski okręt podwodny „Reginaldo Giuliani”, który zaatakowała bombami oraz ogniem broni pokładowej. W wyniku ataku okręt został ciężko uszkodzony, ale zdołał dotrzeć do hiszpańskiego portu Santander.
Po ukończeniu pierwszej tury lotów bojowych i odpoczynku operacyjnym przeszedł do dywizjonu 300 na stanowisko dowódcy eskadry. W 1943 r. został skierowany jako oficer łącznikowy do dowództwa Coastal Command. Powrócił do dywizjonu 304, nad którym 4 maja 1943 r. objął dowództwo. Nocą z 24 na 25 czerwca brał udział w nalocie na Wuppertal, podczas którego jego Wellington został uszkodzony ogniem artylerii przeciwlotniczej, ale pilot zdołał doprowadzić maszynę na lotnisko. 18 września brał udział w minowaniu okolic Wysp Fryzyjskich i podejścia do portu w Saint-Nazaire. Maszyna została uszkodzona, ale pilot zdołał doprowadzić ją na lotnisko w Lindholme. 17 listopada zdał stanowisko dowódcy dywizjonu i dzień później przeszedł do Inspektoratu Sił Powietrznych.
Został skierowany do służby w lotnictwie transportowym, od 18 lutego 1944 r. dowodził Polską Grupą przy 45. Grupie Transportowej RAF w Kanadzie. Po zakończeniu działań wojennych nie zdecydował się na powrót do Polski. Został zdemobilizowany 9 kwietnia 1946 r. i pozostał na emigracji w Kanadzie. Działał w środowiskach polonijnych, w 1957 r. został Prezesem Skrzydła 310 „Wilno” Stowarzyszenia Lotników Polskich.
Zmarł 27 stycznia 1969 r. w Montrealu. Jego symboliczny grobowiec znajduje się na cmentarzu rzymskokatolickim w Radomiu przy ul. Limanowskiego.

## Ordery i odznaczenia
Za swą służbę otrzymał odznaczenia:
- Krzyż Srebrny Virtuti Militari nr 9615,
- Krzyż Walecznych – czterokrotnie,
- Medal Lotniczy,
- Distinguished Flying Cross.